# 鋼鐵大伍：救國的鐵箱子
是一部2012年韓國喜劇電影，由陸相孝導演執導和編劇，金吝勸、劉多仁、曹政奭、朴哲民主演。於2012年10月25日韓國首映。

## 劇情概要
樣貌平凡、能力平凡的中餐館外賣員康大吳（金吝勸 飾）從未有過戀愛經歷。在一次送外賣的過程中，他遇到了自己的夢中情人女大學生徐藝琳（劉多仁 飾），從此陷入暗戀，始終沒有勇氣向對方吐露愛意。一天，康大吳聽說藝琳舉辦了一個生日聚會，夥伴們慫恿他借此向她表白心意。當他勇敢地來到生日會現場才發現這裡原來是一個民主化學生運動的現場。因爲仰慕藝琳，康大吳申請加入了當時的韓國大學生聯盟的學生運動活動中，沒想到他在該聯盟組織的熱血活動中頻頻出彩，並成為扭轉時局的關鍵人物。

## 演員陣容

### 主要人物
- 金吝勸 飾演：康大吳（姜大伍）
- 劉多仁 飾演：徐藝琳
- 曹政奭 飾演：黃英明／姜文茂
- 朴哲民 飾演：黃碧紅

### 其他人物
- 權賢尚 飾演：南正
- 金基邦 飾演：奉洙
- 吳熙俊（朝鲜语：오희준） 飾演：防暴警察
- 車清華 飾演：東淑
- 申鉉彬 飾演：現場記者（客串）

## 外部鏈接
- 鋼鐵大伍：救國的鐵箱子 （页面存档备份，存于） 在樂天娛樂
- 《鋼鐵大伍：救國的鐵箱子》在HanCinema的页面（英文）
- 互联网电影数据库（IMDb）上《鋼鐵大伍：救國的鐵箱子》的资料（英文）
- 豆瓣电影上《鋼鐵大伍：救國的鐵箱子》的資料 （简体中文）